# Crocidura cyanea
Crocidura cyanea — вид ссавців родини мідицевих (Soricidae). Зафіксований у таких країнах: Ангола, Ботсвана, Есватіні, Лесото, Мозамбік, Намібія, Південна Африка, Замбія, Зімбабве; присутність непевна: ДР Конго, Малаві, Танзанія. Цей вид зустрічається на різноманітних гірських луках, у помірних і субтропічних лісах. У Намібії виявлено популяцію, що мешкає в печері, де вони харчуються печерними безхребетними і, можливо, мертвими кажанами. Зафіксований на висотах від 0 до 2000 метрів